# Cachaça

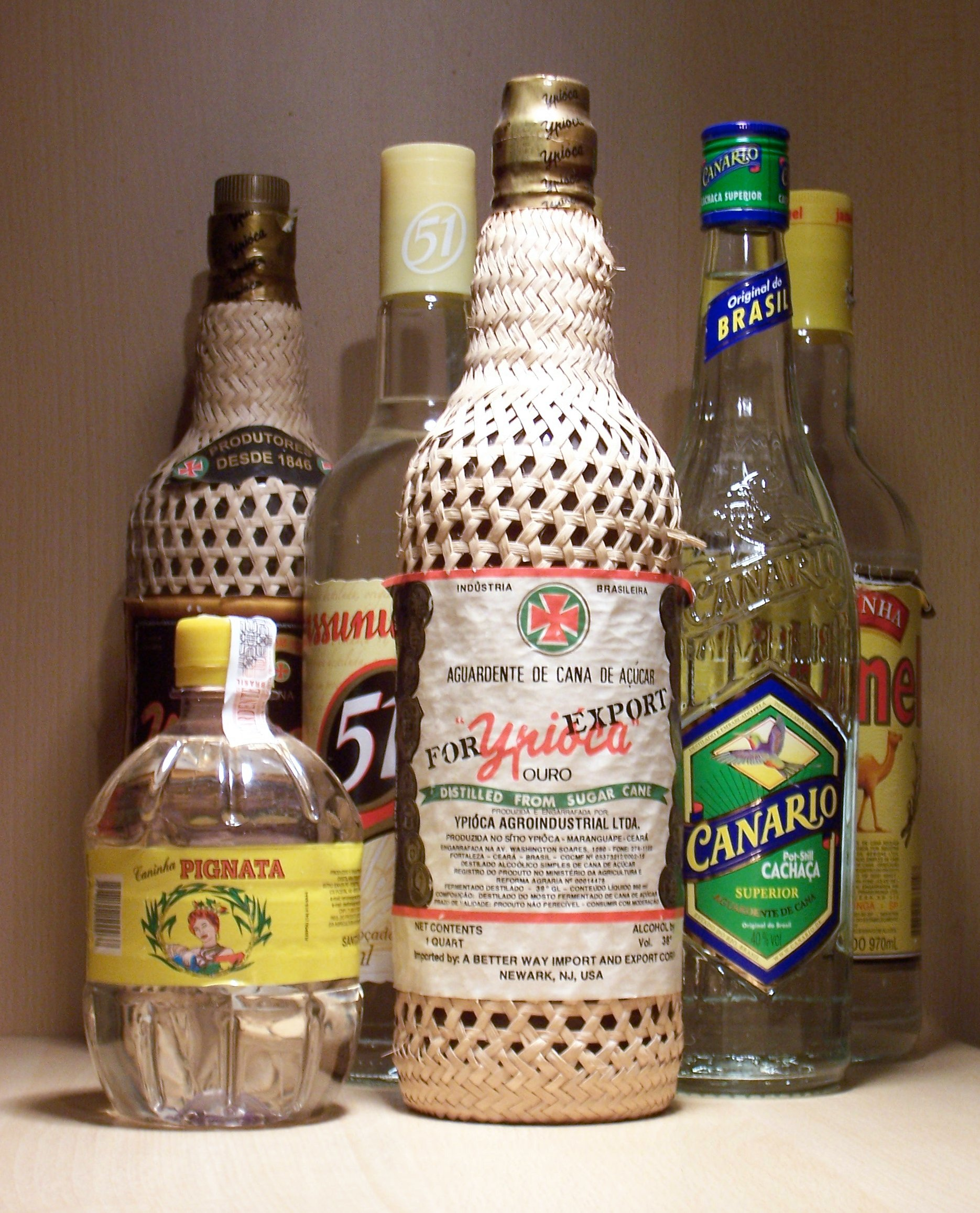
Cachaça verschiedener Marken

Cachaça [ka'ʃasa, portugiesisch ka'ʃasɐ] ist eine brasilianische Spirituose aus Zuckerrohrmost, die früher und hochsprachlich als Aguardente ‚heiß brennendes Wasser‘ oder ‚Feuerwasser‘ und umgangssprachlich oft als Pinga ‚Fusel‘ bezeichnet wird. Im Portugiesischen ist das Wort weiblich, der Duden lässt aber im Deutschen auch das männliche grammatische Geschlecht zu, also die oder der Cachaça.
Der Alkoholgehalt von Cachaça ist gesetzlich in Brasilien auf maximal 48 % vol. begrenzt und muss mindestens 38 % betragen, Produkte mit höherem Alkoholgehalt (bis 54 % vol.) müssen als Aguardente (de cana) in Verkehr gebracht und exportiert werden.

## Herstellung
Im Gegensatz zum Rum wird Cachaça entweder industriell oder traditionell aus Zuckerrohrmost vom frisch geernteten Zuckerrohr und danach gekelterten Zuckerrohrsaft hergestellt. Beim Rum ist der Rohstoff meistens Rohrzuckermelasse.

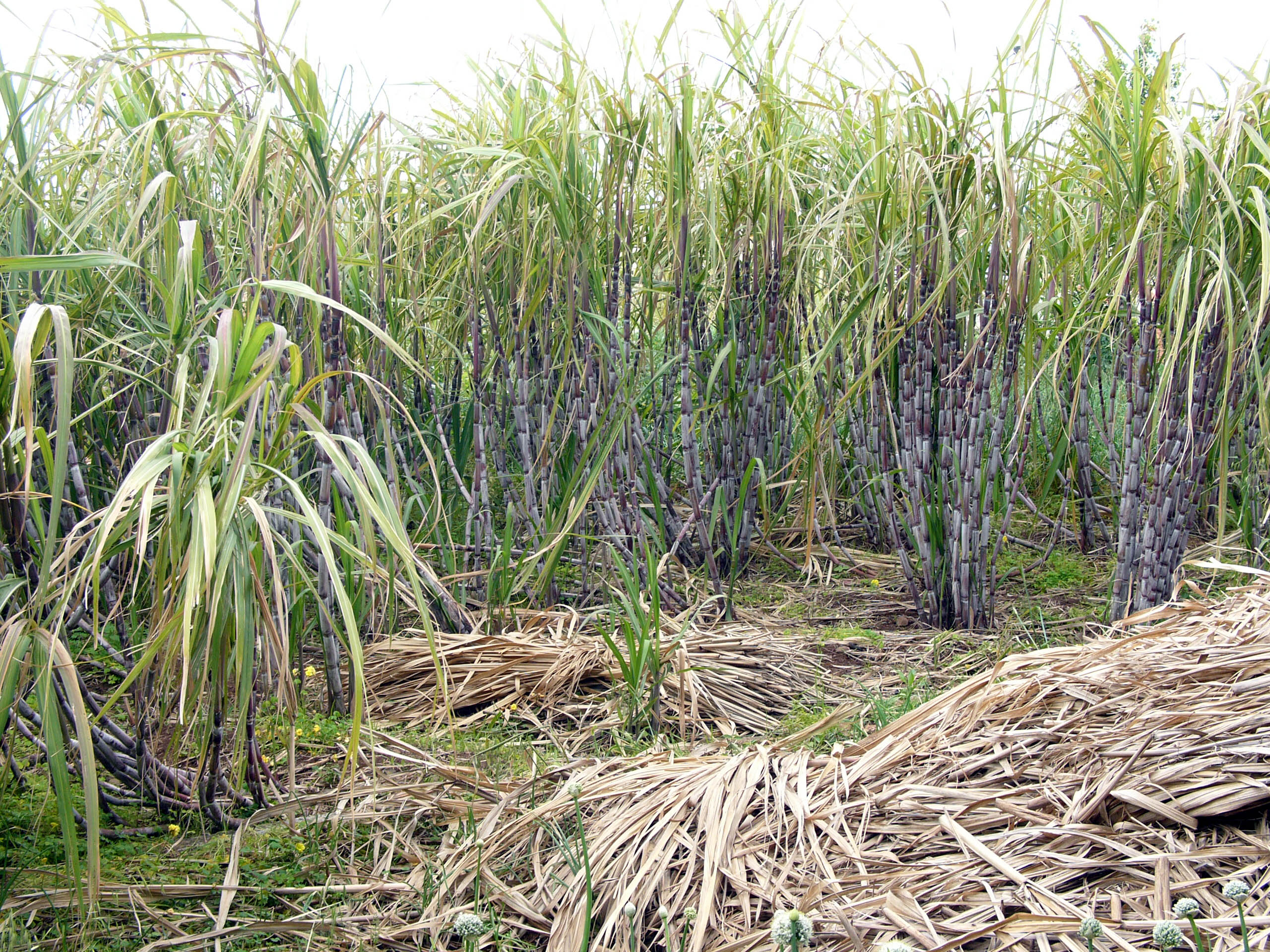
Zuckerrohrfeld

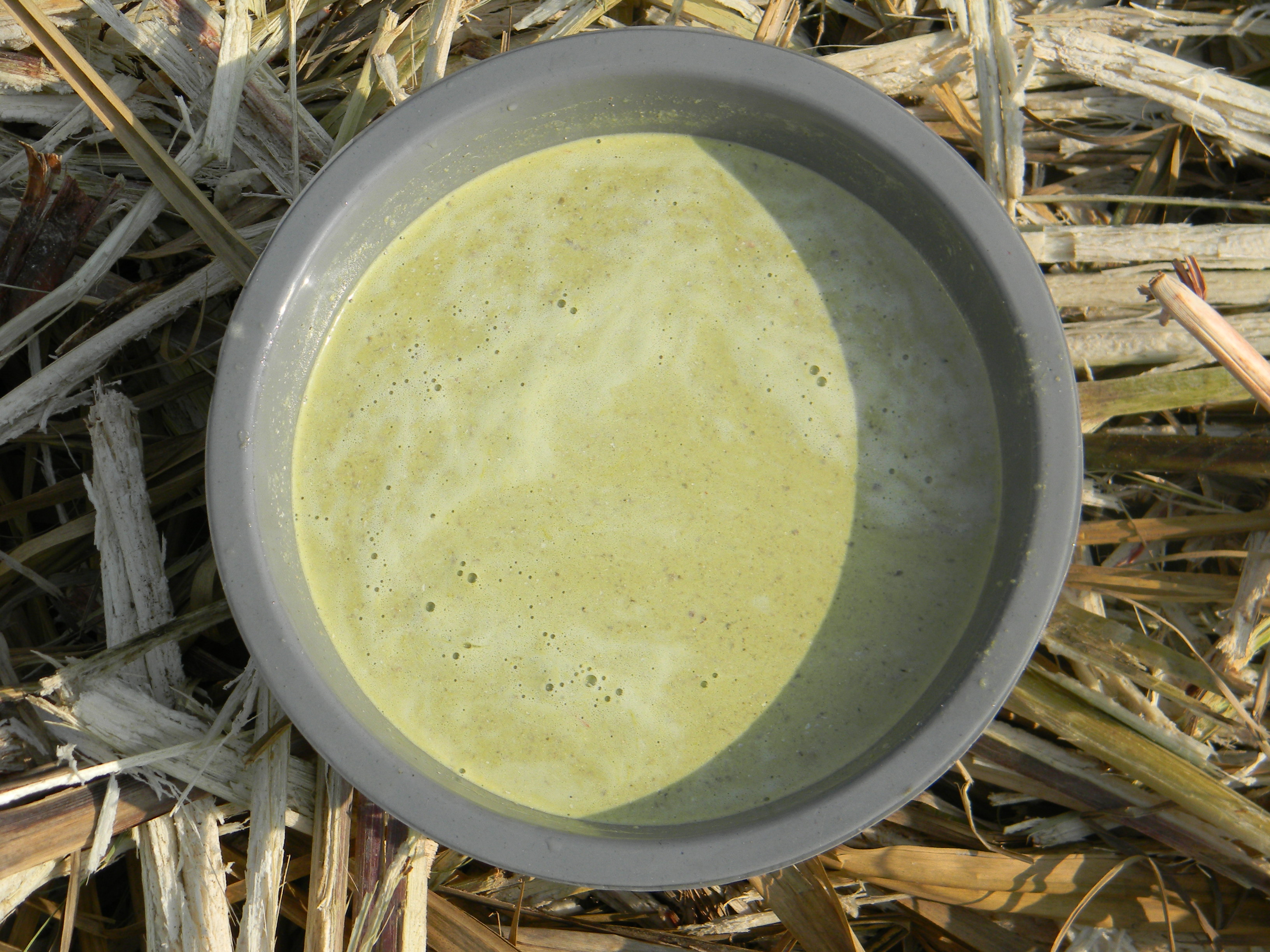
Frischer unverarbeiteter Zuckerrohrsaft

Zuerst wird durch Auspressen des Zuckerrohres caldo de cana ‚Zuckerrohrsaft‘ gewonnen, der dann mit Wasser verdünnt und mit Hefe versetzt im industriellen Prozess ungefähr 24 Stunden in Behältern aus rostfreiem Stahl gärt. Traditionelle Brennereien geben dem Fermentierungsprozess bis zu 36 Stunden Zeit, um mehr Aromen aufschließen zu können. Der Zuckerrohrsaftmaische dürfen Fermentationsbeschleuniger zugegeben werden. Damit steht der Fermentationsprozess bei Cachaça im deutlichen Gegensatz zu dem des Rums und des Rhum artisanal. Nach der Gärung folgt das Brennen in Kolonnen aus rostfreiem Stahl in einem kontinuierlichen Prozess oder auf traditionelle Weise diskontinuierlich in Kupfer-Brennblasen.
Cachaça kann jung abgefüllt werden oder in Fässern reifen. Von gereifter Cachaça spricht man, wenn sie mindestens ein Jahr in Fässern gelegen hat. Es dürfen dafür 22 verschiedene Holzsorten verwendet werden. Die bräunliche Farbe einiger Marken stammt von den Eichenfässern, in denen die Cachaça gelagert wurde. Findet die Reifung in Fässern mit maximal 700 Litern Fassungsvermögen statt, darf Cachaça als envelhecida ‚gealtert‘ bezeichnet werden.
„Cachaça“ ist in Brasilien eine geschützte Herkunftsbezeichnung, dort verkaufter Cachaça muss also in Brasilien hergestellt worden sein. Rund 600 verschiedene Zuckerrohr-Sorten stehen für die Herstellung zur Verfügung.

### Traditionelle Herstellung
Wird Cachaça traditionell hergestellt – also mit von Hand geerntetem Zuckerrohr, natürlichen Hefekulturen in der Fermentation und chargenweisen in Kupfer-Brennblasen destilliert –, wird die Cachaça oftmals auch als artesanal bezeichnet. Die offizielle Kennzeichnung als „Cachaça Artesanal“ ist in Brasilien aufgrund mangelnder gesetzlicher Definition verbindlicher Kriterien jedoch bisher nicht gestattet.
Die traditionelle Herstellung findet in kleinen Brennereien statt, deren Produkte nur selten exportiert werden. Diese Herstellungsmethode erhebt den Anspruch, eine Vielzahl von Aromen des Ausgangsstoffes zu bewahren.

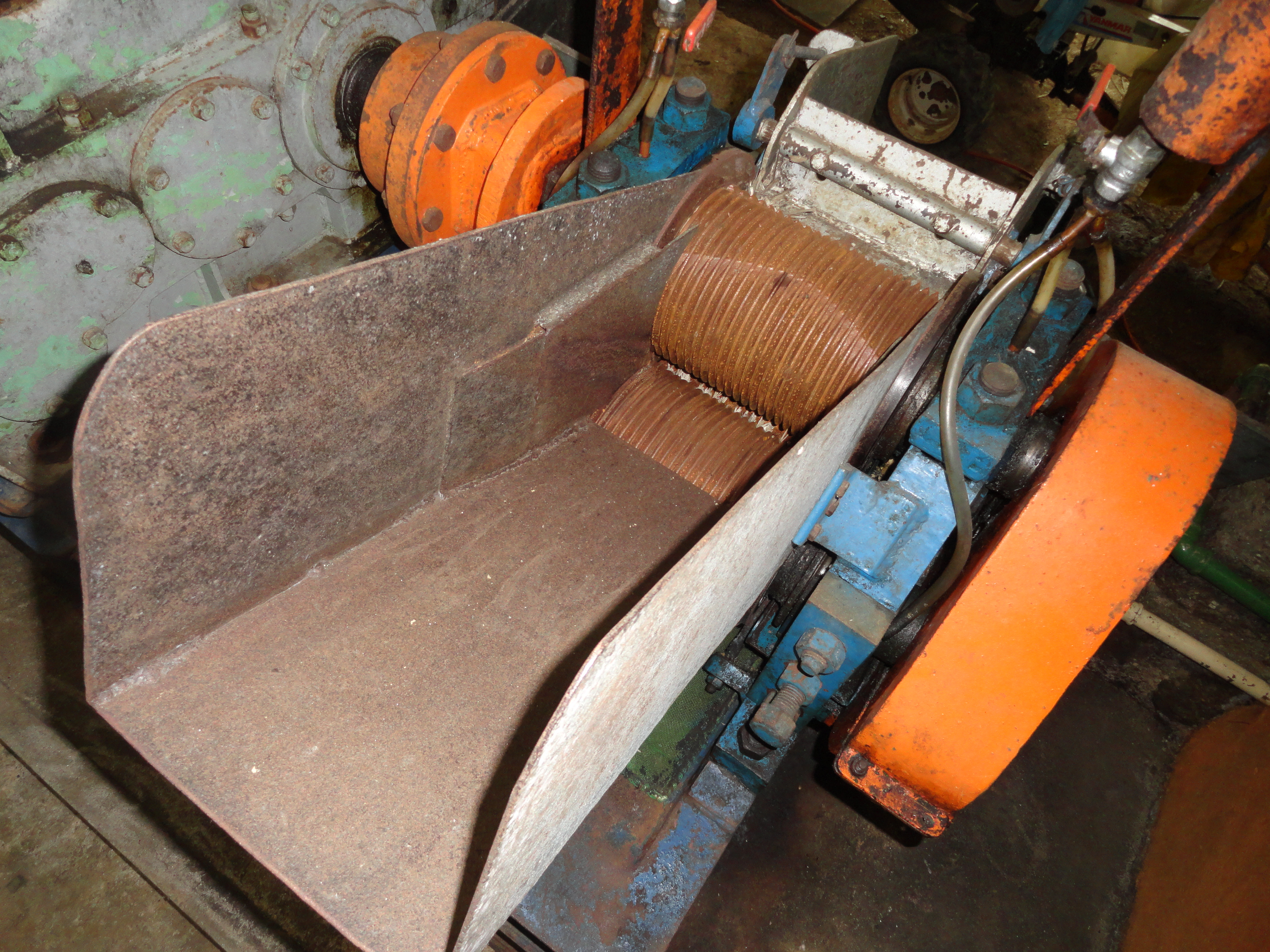
Zuckerrohrpresse
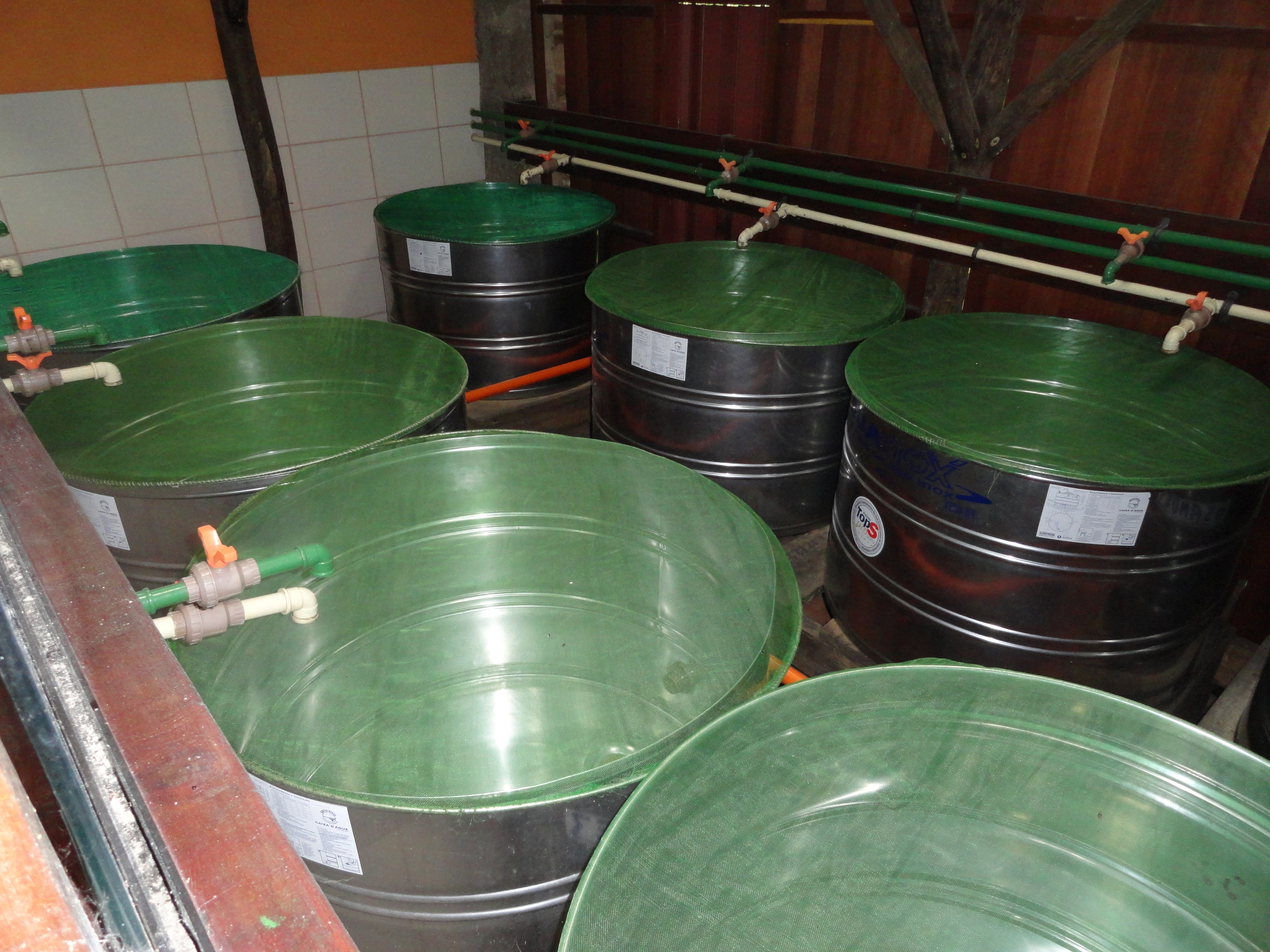
Fässer für die Fermentation
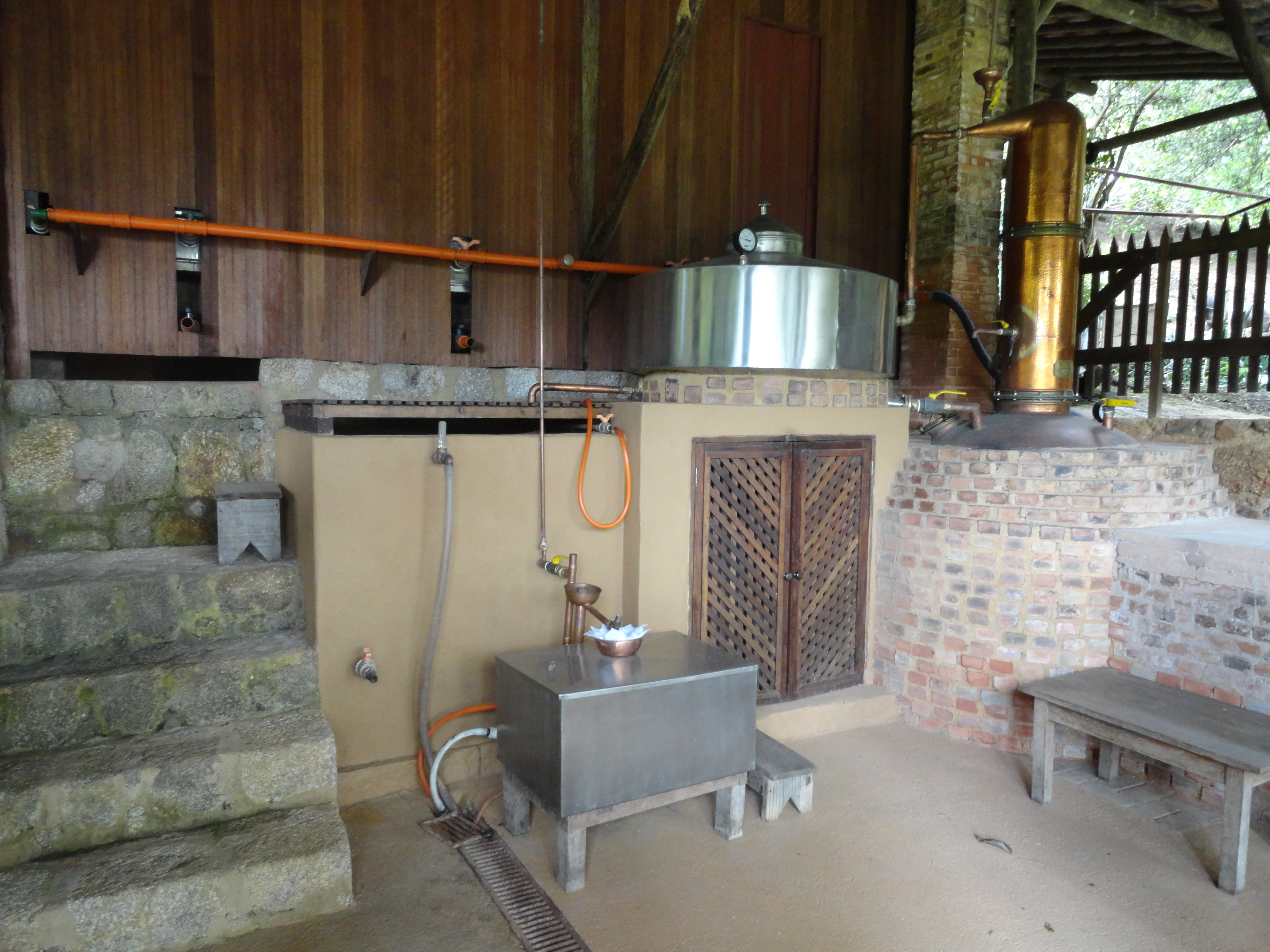
Destillerie (rechts)
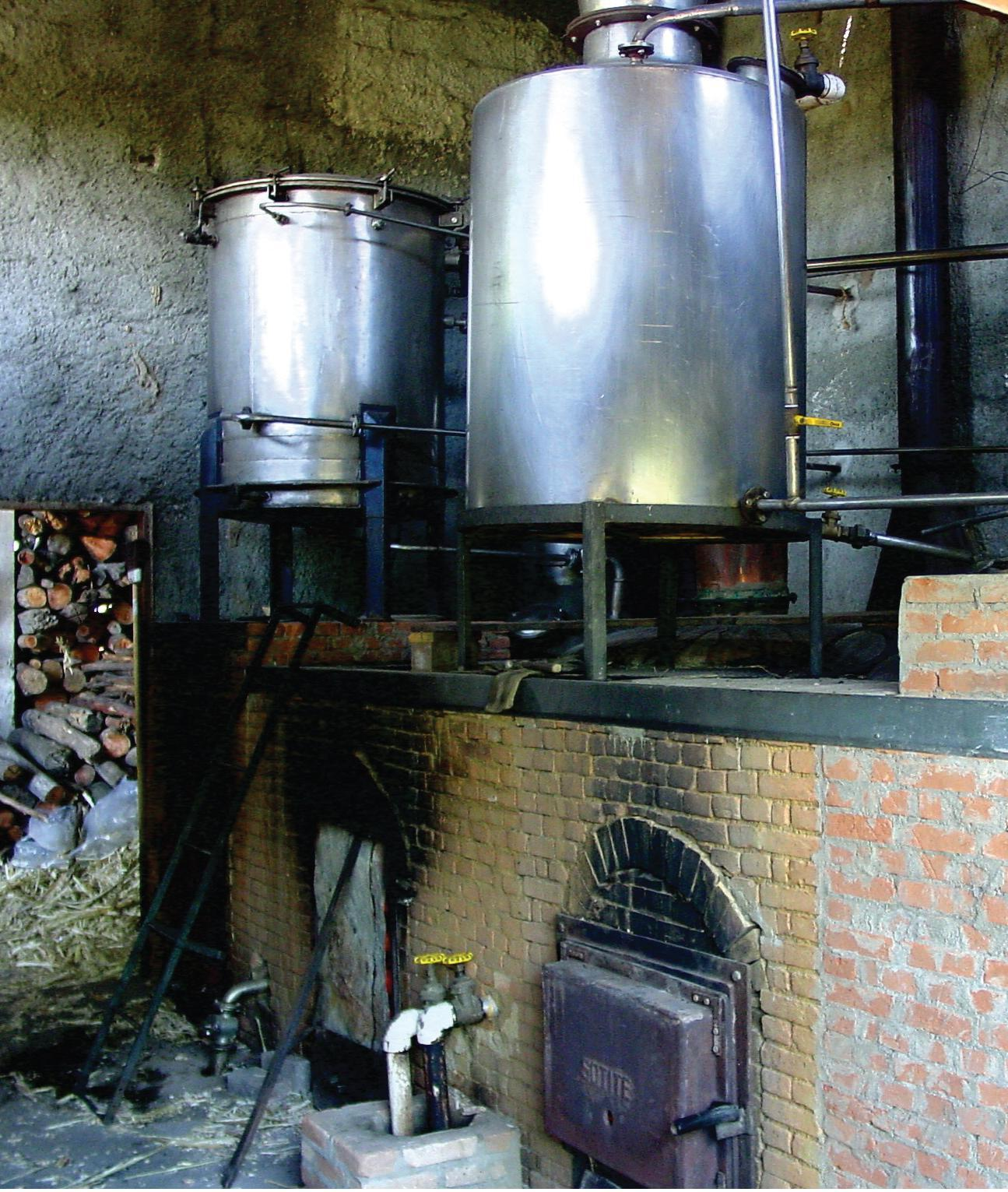
Destillerie (rechts)
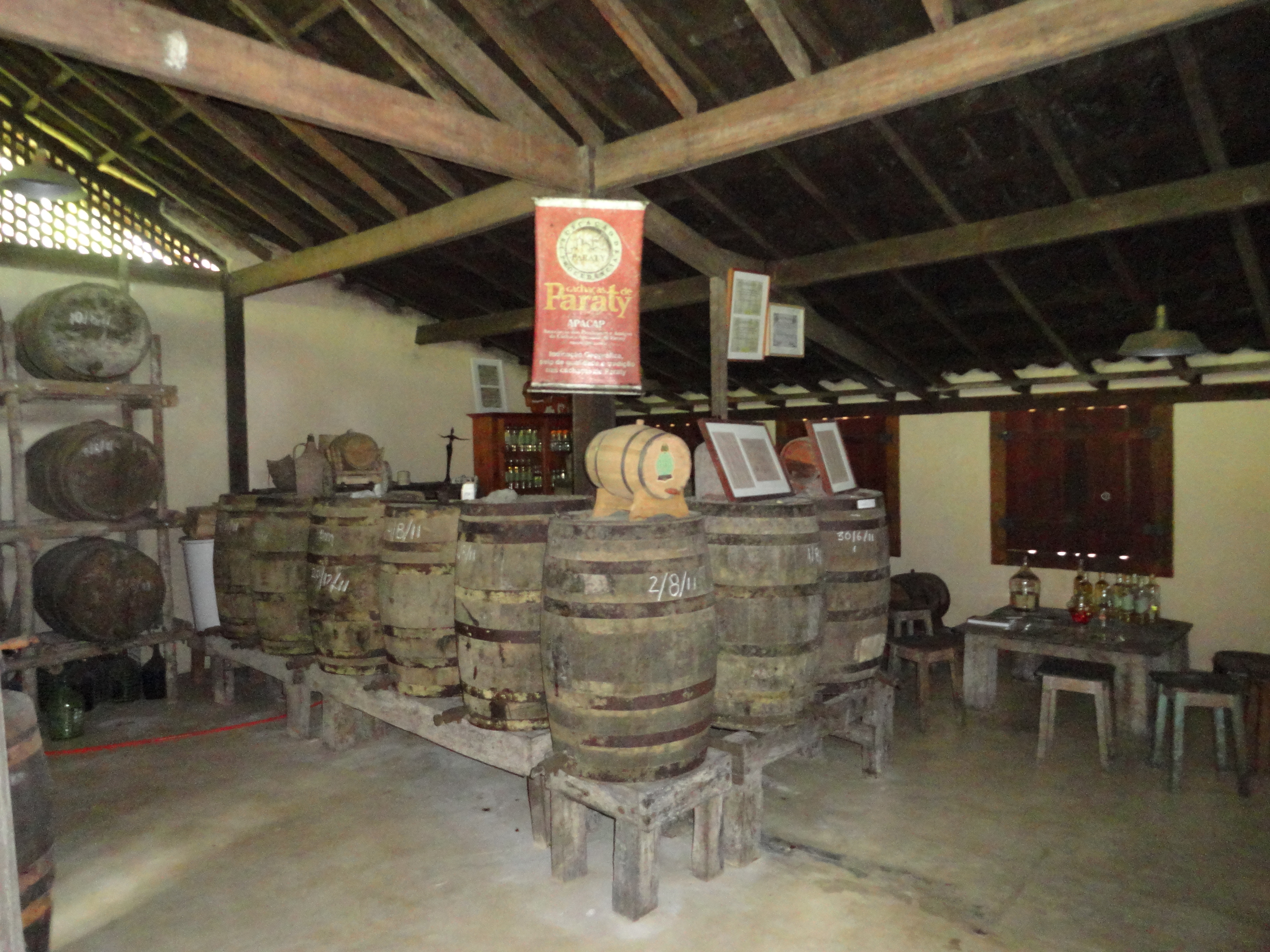
Fässer
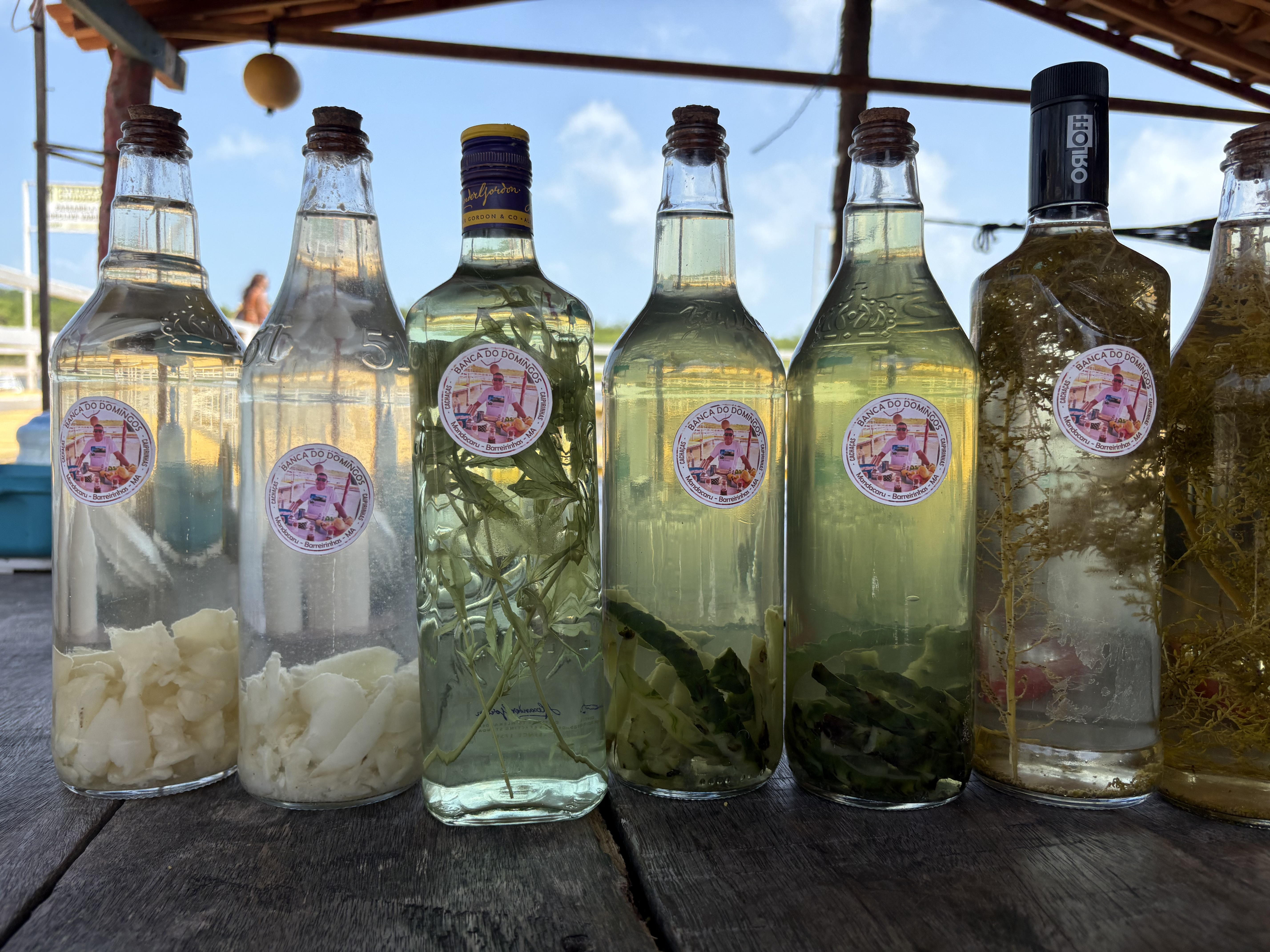
Cachaças mit verschiedenen Kräutern/Früchten

### Industrielle Herstellung
Die industrielle Verarbeitung kann schneller und preiswerter durchgeführt werden, hat aber den Nachteil, dass das geschmackliche Potential des Zuckerrohres nicht ausgeschöpft werden kann. Deshalb dürfen dem fertigen Destillat in Brasilien bis zu 30 Gramm Zucker pro Liter zugefügt werden. Bei mehr als 6 Gramm Zucker pro Liter muss Cachaça dann mit dem Begriff adoçada ‚nachgezuckert‘ gekennzeichnet werden.

## Regionen und Marken

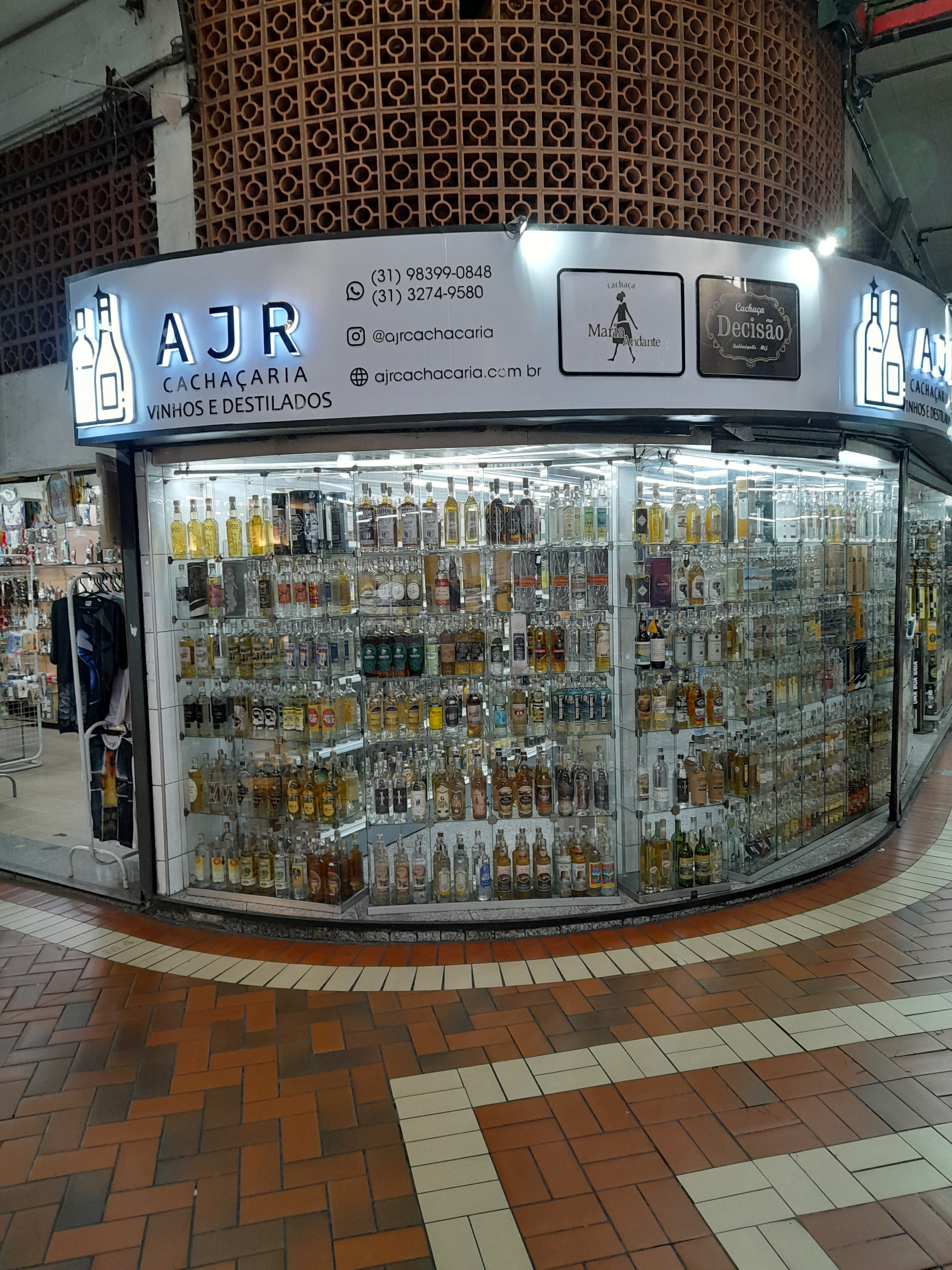
Cachaçaria em Minas Gerais, Brasil.

Bekannt für die Herstellung von Cachaça sind in Brasilien in erster Linie die Regionen Bahia, Minas Gerais, Rio de Janeiro, Pernambuco und Alagoas. Dort gibt es zumeist unzählige kleinere landwirtschaftliche Betriebe (Fazendas), die den Zuckerrohrschnaps in traditioneller Handarbeit herstellen („Cachaça artesanal“).
In der EU-Spirituosenverordnung kommt Cachaça als eigene Kategorie nicht vor, so dass Cachaça in Deutschland unter allgemeinen Verkehrsbezeichnungen wie „brasilianische Spirituose“, „Zuckerrohrbrand“ oder nur „Spirituose“ in den Handel kommt. Damit finden spezielle Beschränkungen, wie sie bei anderen Spirituosenkategorien vorhanden sind, keine Anwendung. Die nach Europa exportierten Marken werden allerdings in den meisten Fällen industriell erzeugt, das heißt in großen Mengen und nicht nach traditionellen Herstellungsverfahren. Sie dürfen in Brasilien laut Gesetz nicht als Cachaça bezeichnet werden, sondern stattdessen als Zuckerrohrschnaps (Aguardente de Cana). Dieser wird aus einfachem, destilliertem Zuckerrohralkohol hergestellt. Auch die in Deutschland vornehmlich bekannten Marken Nêga Fulô, Pirassununga (Cachaça 51), Pitú, Velho Barreiro und Ypióca gehören zu dieser Sorte. Echter Cachaça muss nach brasilianischem Gesetz aus Zuckerrohrmost hergestellt werden. Traditionell hergestellte echte Cachaça-Marken, wie Cachaça Magnífica sind in Europa selten im Angebot. Der zweifach im klassischen Pot-Still-Verfahren destillierte Cachaça der Marke Canario ist eine Ausnahme.
Der Serra das Almas gilt als der erste Bio-Cachaça in Brasilien.

## Verwendung
- Der bekannteste Cocktail, der Cachaça enthält, ist die Caipirinha. Diesem Getränk verdankt Cachaça ihren Erfolg als eine der Trendspirituosen der 1990er Jahre in Europa.
- Eine Batida ist ein Cachaça-Cocktail mit verschiedenen Früchten oder Fruchtsäften. Am bekanntesten ist die Batida de Coco.